# ルアンヌ・エメラ
ルアンヌ・エメラ（Louane Emera、1996年11月26日 - ）は、フランスの歌手、女優。フランス版の「ザ・ヴォイス」第2シーズンの準決勝進出者として知られる。また女優として出演した2014年の映画『エール!』でセザール賞を受賞した。

## プロフィール
フランスのコミューンエナン＝ボーモン生まれ。2008年にフランスのテレビ局Direct8で放送された音楽オーディション番組『レコール・デ・スター』に参加。その数年後、2013年に放送局TF1で放送された音楽オーディション番組『The Voice: la plus belle voix』のセカンドシーズンに出場、人気を得る。本番組で注目を集めたため、プロ歌手デビュー、それに加え役者デビューも果たすことになる。
役者デビュー作となるフランス映画『エール!』（2014年公開）で演技を絶賛され、セザール賞やリュミエール賞を受賞する。2015年3月2日にマーキュリー・レコードからデビュースタジオアルバム『Chambre 12』をリリースし、フランス語圏を中心に売れる。フランスのアルバムチャートでは第1位を獲得、フランスの全国音楽出版組合よりダイアモンドディスクに認定される。さらに本アルバムからのリードシングル「Avenir」はフランスのシングルチャートで第1位を記録した。
日本では、アーティスト名はルアンヌとして紹介され、『Chambre 12』は『夢見るルアンヌ』のタイトルでユニバーサルミュージックから、2015年10月23日に発売。映画『エール!』も2015年10月31日に公開。
ユーロビジョン・ソング・コンテスト2025には自作の『Maman』をもって、フランス代表として出場することとなる。

## ディスコグラフィー
| タイトル                  | アルバム詳細 | チャート最高位 | チャート最高位 | チャート最高位     | 認定                                                             |
| タイトル                  | アルバム詳細 | フランス       | スイス         | ベルギー・ワロン圏 | 認定                                                             |
| ------------------------- | --- | -------------- | -------------- | ------------------ | ---------------------------------------------------------------- |
| 夢見るルアンヌ Chambre 12 | - 発売日: 2015年3月2日 - レーベル: マーキュリー・レコード ユニバーサルミュージック（日本） - フォーマット: CD 音楽配信 | 1              | 6              | 1                  | - スイス: ゴールド - フランス: ダイアモンド - ベルギー: ゴールド |

## 映画
| 年   | 邦題/原題                 | 役名   | 備考   |
| ---- | ------------------------- | ------ | ------ |
| 2014 | エール! La Famille Bélier | ポーラ | 主人公 |